# André Grabar
Pour les articles homonymes, voir Grabar.
André Grabar est un historien de l'art français d'origine russe, né à Kiev le 26 juillet 1896 et mort le 5 octobre 1990 à Paris 16e. Professeur d'archéologie byzantine au Collège de France et membre de l'Académie des inscriptions et belles-lettres, il est considéré comme l'un des fondateurs de l'histoire de l'art byzantin au XXe siècle.

## Biographie
Après des études à Kiev, à Saint-Pétersbourg où il eut pour professeur N. Kondakov et D. Ainalov, et à Odessa, André Grabar quitte l'Union soviétique en 1920 pour la Bulgarie, où il devient conservateur-adjoint au Musée archéologique de Sofia pour trois ans. Il part ensuite pour Paris, où il devient l'élève de Gabriel Millet, le véritable fondateur de l'école byzantiniste française autour de sa chaire du Collège de France et de son séminaire à l'École pratique des hautes études. Après un premier poste universitaire à Strasbourg, il succède à son maître Gabriel Millet en 1937 à l'École pratique des hautes études, où il enseigne l'histoire de l'art et l'archéologie du monde byzantin et de l'Orient chrétien et dirige la Collection chrétienne et byzantine, puis obtient en 1946 une chaire d'archéologie byzantine au Collège de France, poste qu'il occupe jusqu'en 1966.

### Parenté
André Grabar est le père de l’archéologue et historien Oleg Grabar (1929-2011).

## Publications
- L'Empereur dans l'art byzantin (1936)
- Martyrium (1943)
- L'Iconoclasme byzantin (1957)
- L'Age  d'or de Justinien  (1966) Univers des Formes (Gallimard)
- Le Premier Art chrétien (1967)
- Les Voies de la création en iconographie chrétienne (1978)